# Scutiger liupanensis
Scutiger liupanensis es una especie  de anfibios de la familia Megophryidae.
Con nombres comunes como "Sapo Peresozo Liupan" y "Sapo Alpino Liupan".

## Distribución geográfica
Se encuentra en la China.

## Estado de conservación
Se encuentra amenazada de extinción por la pérdida de su hábitat natural.